# Jáchymov
Jáchymov (en alemán Sankt Joachimstal) es una estación balnearia situada en la Región de Karlovy Vary, en el noroeste de Bohemia (República Checa). Se encuentra a 733 metros de altitud sobre el nivel del mar, en el homónimo Valle de San Joaquín, muy cerca de la frontera con Alemania. Precisamente, esta población, que en un principio era conocida en alemán con el nombre de Thal (es decir, valle), pasó a ser conocida posteriormente como Sankt Joachimsthal o Joachimsthal, que literalmente significa Valle de San Joaquín. En 2015 contaba con una población de 2755 habitantes.

## Historia
A comienzos del siglo XVI se descubrió en Jáchymov una mina de plata y desde entonces la villa se convirtió en un importante centro minero. Prueba de ello es que, entre 1520 y 1528, los hermanos Schlick acuñaron aquí cerca de dos millones de monedas de plata a la manera de Sachsen/Sajonia. Estas monedas recibieron la denominación de joachimsthalers o, simplemente, thaler en los países germanófonos. De este término deriva el daler de Escandinavia, el tolar de Eslovenia y, en última instancia, el dólar del mundo anglosajón. Por otra parte, fue en Jáchymov en donde Georgius Agrícola inició a finales de la década de 1520 sus estudios de metalurgia.
En 1523, la Reforma protestante penetró en la región y, en el curso de la guerra de Esmalcalda (1546-47), Joachimsthal fue ocupada por el ejército de Sajonia. Sin embargo, con el avance de la Contrarreforma en 1621 y con la subsiguiente recatolicización de la zona, la mayoría de los ciudadanos luteranos y de los mineros de las montañas huyeron hacia el vecino ducado de Sajonia.
El 31 de marzo de 1871, un incendio destruyó casi por completo la ciudad.
Entrando ya en el siglo XX, Marie Curie descubrió que en las menas de pechblenda de la región había uraninita, el mineral radiactivo del que se obtiene el radio. Hasta la Primera Guerra Mundial, Jáchymov fue la única fuente de radio que se conocía en el mundo.
En esa misma época, a imitación de las célebres estaciones termales que se estaban desarrollando en la comarca, en localidades como Karlsbad, Franzensbad y Marienbad, abrió sus puertas el primer balneario de radón (1906).
Las minas de uranio, explotadas hasta 1962, proporcionaron 8.000 toneladas de metal, que se destinaron al programa nuclear soviético. También sirvieron como campos de trabajo forzado para los prisioneros políticos del régimen comunista.

## Personalidades
Entre las personalidades ligadas a Jáchymov:
- Georgius Agricola, alquimista, químico y mineralogista alemán (1494-1555).
- Johannes Mathesius, rector del Gymnasium desde 1532 "predicador de las minas" (Bergprediger) desde 1542 (1504-1565).
- Johannes Gigas, teólogo y autor de himnos religiosos, rector del Gymnasium desde 1541 (1514-1581).
- Samuel Fischer, profesor, clérigo y superintendente (1547-1600).